# Lijst van burgemeesters van Oedelem
Dit is een lijst van burgemeesters van de voormalige gemeente Oedelem, in de Belgische provincie West-Vlaanderen. De gemeente was zelfstandig tot 1977, toen die fusioneerde met Beernem.

## Ancien régime
- Zacharias Devlieghere (1590-1658)
- Joannes (Jan) De Jaeghere (° 1631 - † 1701 )
- Pieter Maenhout, schapenboer (1668-1738)
- Carolus De Jaeghere (° 1681 - † 1741 )
- Maerten de Caluwé (einde 17de eeuw)
- Jean van Ruymbeke

## Na 1800
- 1800-1813: Laurent Govaert
- 1813-1820: Pieter Van den Bon
- 1820-1830: Pieter Cornelius Govaert, notaris
- 1830-18..: Martinus Daeninck
- 18..-1845: Pieter Cornelius Govaert, notaris
- 1845-1874: Charles-August Govaert, notaris
- 1881-1888: Jules-César Govaert, notaris
  - 1888: Ivo Lycke, dienstdoend burgemeester
- 18..-1897: Augustinus Ludovicus Vandamme, brouwer
  - 1891: Bernard Dobbelaere, dienstdoend burgemeester
- 1897-1907: Jean van Ruymbeke
- 1907-19..: Charles-August Govaert, notaris
- 19..-1937: Leon Coene
- 1937-1941: Leo Raes
  - 1941-1944: Marcel Matthijs, oorlogsburgemeester, letterkundige
- 1944-1947: Leo Raes
- 1947-1971: José de Schietere de Lophem
- 1971-1976: Urbain De Cuyper